# Rhyparomeris lineata
Rhyparomeris lineata är en mångfotingart som beskrevs av Ribaut 1955. Rhyparomeris lineata ingår i släktet Rhyparomeris och familjen klotdubbelfotingar. Inga underarter finns listade i Catalogue of Life.